# Pray for the Wicked
Pray for the Wicked es el sexto álbum de estudio de la banda estadounidense de Pop Rock Panic! At The Disco, fue lanzado el 22 de junio de 2018 mediante DCD2 y Fueled by Ramen. Es el sucesor del quinto álbum de estudio de la banda, Death of a Bachelor (2016), siendo todo el álbum compuesto, escrito y grabado por el vocalista y multiinstrumentista Brendon Urie. El álbum fue producido por Jake Sinclair y precedido por los sencillos "Say Amen (Saturday Night)" y "High Hopes", con "(Fuck A) Silver Lining", "Dancing's Not a Crime", "Hey Look Ma, I Made It" y "King of the Clouds" después como sencillos promocionales. Recibió críticas generalmente positivas después del lanzamiento, con muchos los críticos notaron las influencias de Urie en Broadway después de su actuación en Kinky Boots.
Siendo el sexto álbum de estudio para la banda, fue elogiado por el nuevo estilo que abraza, lleno de fiesta, positivismo, disfrute y optimismo durante la mayoría de las canciones que lo componen, Finalizando este con "Dying in La" una lenta melodía en compañía de un piano. Esta fue descrita como la experiencia de Urie en la búsqueda de encontrar el éxito y en todo lo que conlleva recorrer el camino para llegar a él, se nos muestra una faceta más oscura de la Ciudad de los Ángeles, a diferencia de "LA Devotee" (Sencillo perteneciente a Death of the Bachelor) la cual según Urie es su "carta" de amor a dicha ciudad.

## Promoción
El álbum fue anunciado el 21 de marzo de 2018, junto con el lanzamiento de dos canciones del álbum, "(Fuck A) Silver Lining" y "Say Amen (Saturday Night)". La canción "High Hopes" fue lanzada el 23 de mayo de 2018. La canción "King of the Clouds" fue lanzada el 18 de junio de 2018.

## Lista de canciones
| N.º | Título                      | Duración |  |
| 1.  | «(Fuck A) Silver Lining»    | 2:48     |  |
| 2.  | «Say Amen (Saturday Night)» | 3:09     |  |
| 3.  | «Hey Look Ma, I Made It»    | 2:49     |  |
| 4.  | «High Hopes»                | 3:10     |  |
| 5.  | «Roaring 20s»               | 3:06     |  |
| 6.  | «Dancing's Not a Crime»     | 3:39     |  |
| 7.  | «One of the Drunks»         | 3:18     |  |
| 8.  | «The Overpass»              | 2:57     |  |
| 9.  | «King of the Clouds»        | 2:40     |  |
| 10. | «Old Fashioned»             | 2:46     |  |
| 11. | «Dying in LA»               | 3:49     |  |

Japanese bonus tracks
| Japanese bonus tracks |                                     |          |  |
| N.º                   | Título                              | Duración |  |
| 12.                   | «Nine in the Afternoon» (live)      |          |  |
| 13.                   | «I Write Sins Not Tragedies» (live) |          |  |
| 14.                   | «Victorious» (live)                 |          |  |